# Bulbophyllum orthoglossum
Bulbophyllum orthoglossum är en orkidéart som beskrevs av Friedrich Fritz Wilhelm Ludwig Kraenzlin. Bulbophyllum orthoglossum ingår i släktet Bulbophyllum och familjen orkidéer. Inga underarter finns listade i Catalogue of Life.